# آلبرتو بارازتا
آلبرتو بارازتا (انگلیسی: Alberto Barazzetta؛ زادهٔ ۱۸ فوریهٔ ۲۰۰۱) بازیکن فوتبال است.
وی همچنین در تیم‌های ملی فوتبال زیر ۱۵ سال ایتالیا، زیر ۱۶ سال ایتالیا، زیر ۱۷ سال ایتالیا، و زیر ۱۸ سال ایتالیا بازی کرده‌است.